# ارنو دپلشن
ارنو دپلشن (فرانسوی: Arnaud Desplechin‎; ۳۱ اکتبر ۱۹۶۰ –) یک کارگردان، هنرپیشه، و فیلم‌نامه‌نویس اهل فرانسه است. وی از سال ۱۹۸۴ میلادی تاکنون مشغول فعالیت بوده‌است.

## فیلم‌شناسی
- زندگی مردگان (۱۹۹۱)
- نگهبان (۱۹۹۲)
- زندگی جنسی من … یا چگونه درگیر بحث شدم (۱۹۹۶)
- استر کان (۲۰۰۰)
- بازی در شرکت مردان (۲۰۰۳)
- پادشاهان و ملکه (۲۰۰۴)
- معشوق (۲۰۰۷)
- داستان یک کریسمس (۲۰۰۸)
- جیمی پی: روان‌درمانی یک سرخپوست دشت (۲۰۱۳)
- روزهای طلایی من (۲۰۱۵)
- ارواح اسماعیل (۲۰۱۷)
- او مرسی (۲۰۱۹
- فریب (۲۰۲۱)
- برادر و خواهر (۲۰۲۲)